# Бет-Девід (цвинтар)
Цвинтар Бет Девід (англ. Beth David Cemetery) — єврейський кіркут у Елмонті, штат Нью-Йорк.

## Розташовання
Цвинтар Бет Девід розташований у переписній місцевості Елмонт, округ Нассау штат Нью-Йорк.

## Історія
Бет Девід відкритий у 1917 році місцевою єврейською громадою.
Цвинтар, станом на 2012 рік, налічував близько 245 000 поховань.

## Галерея

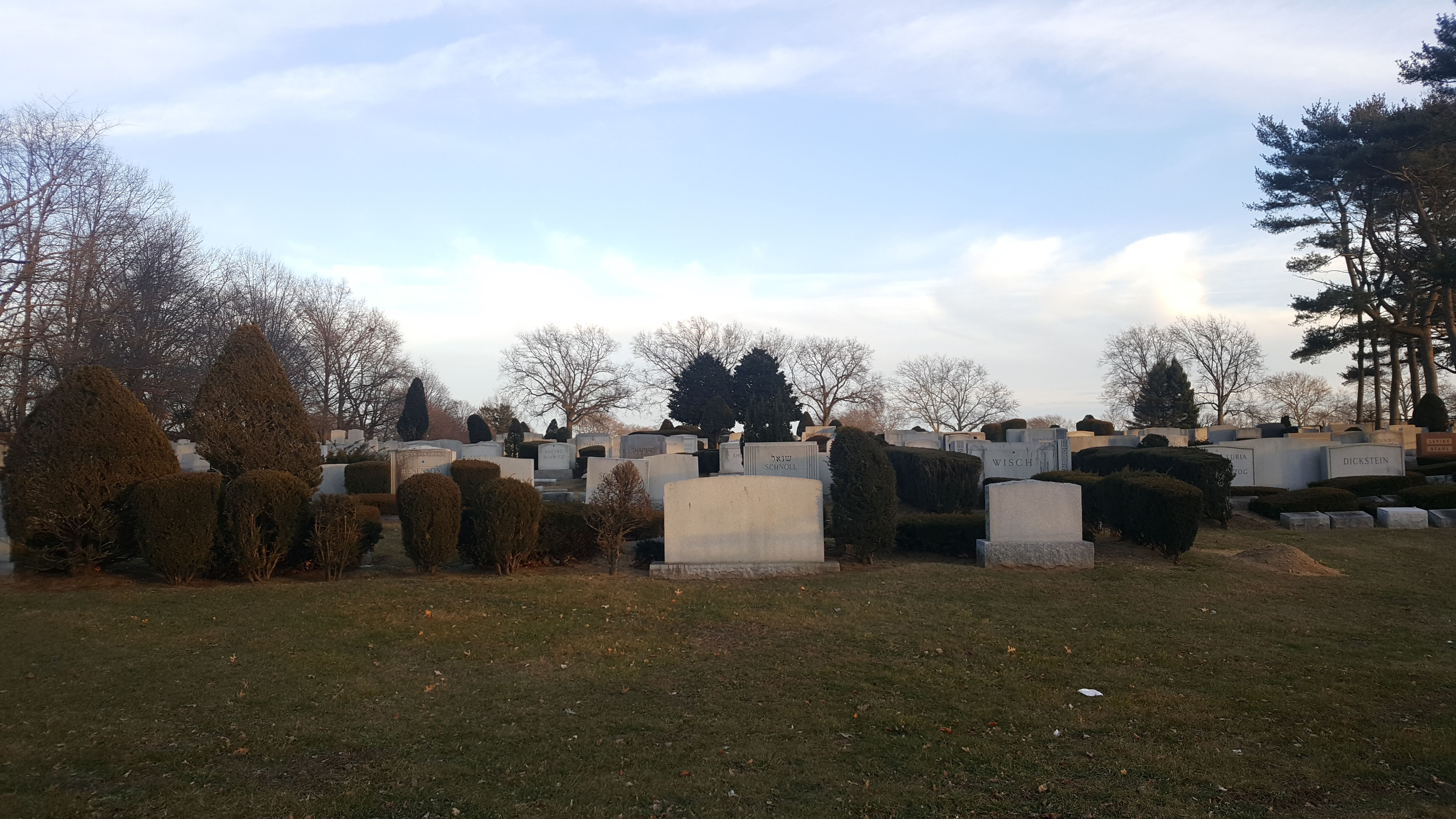
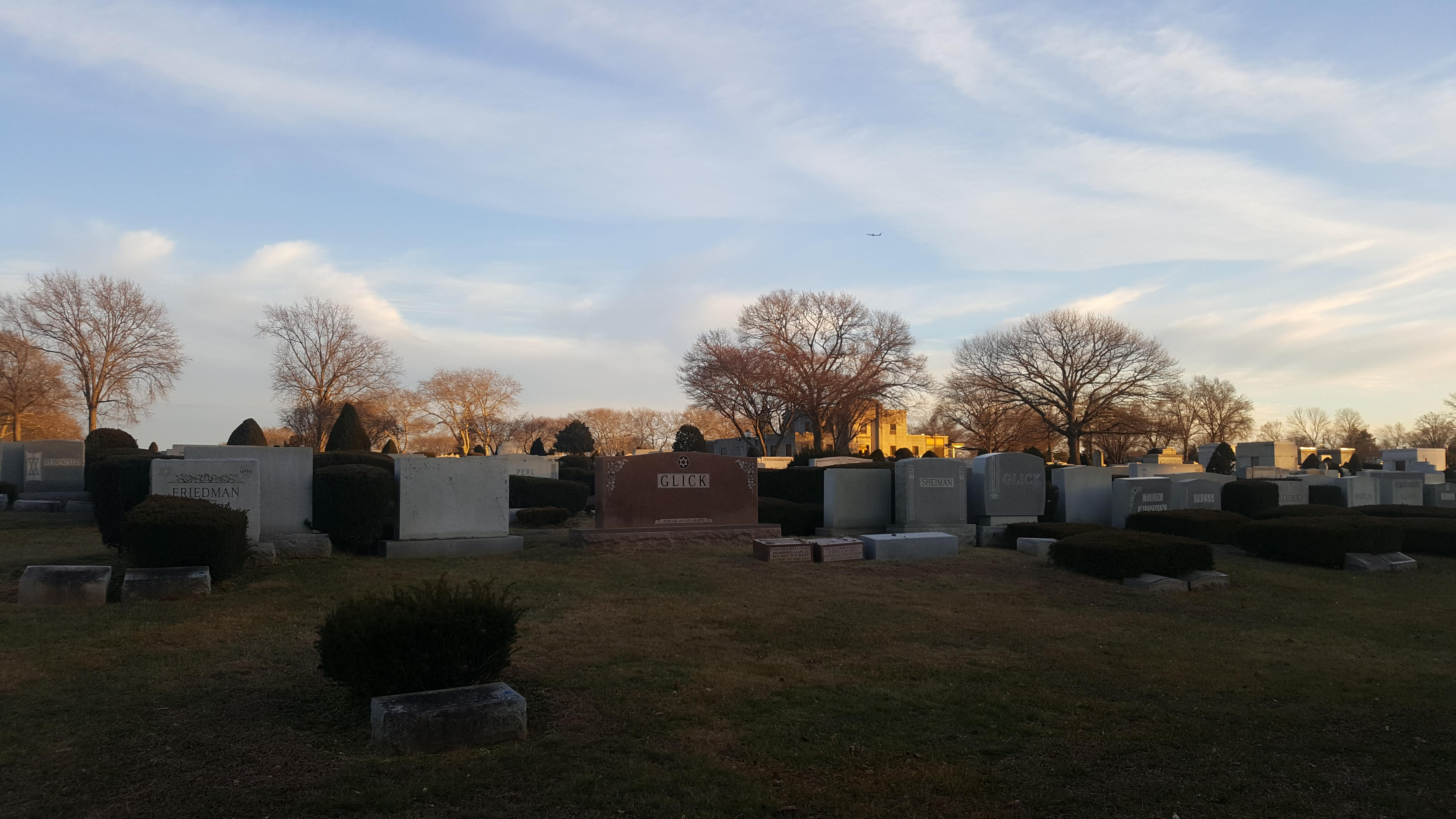
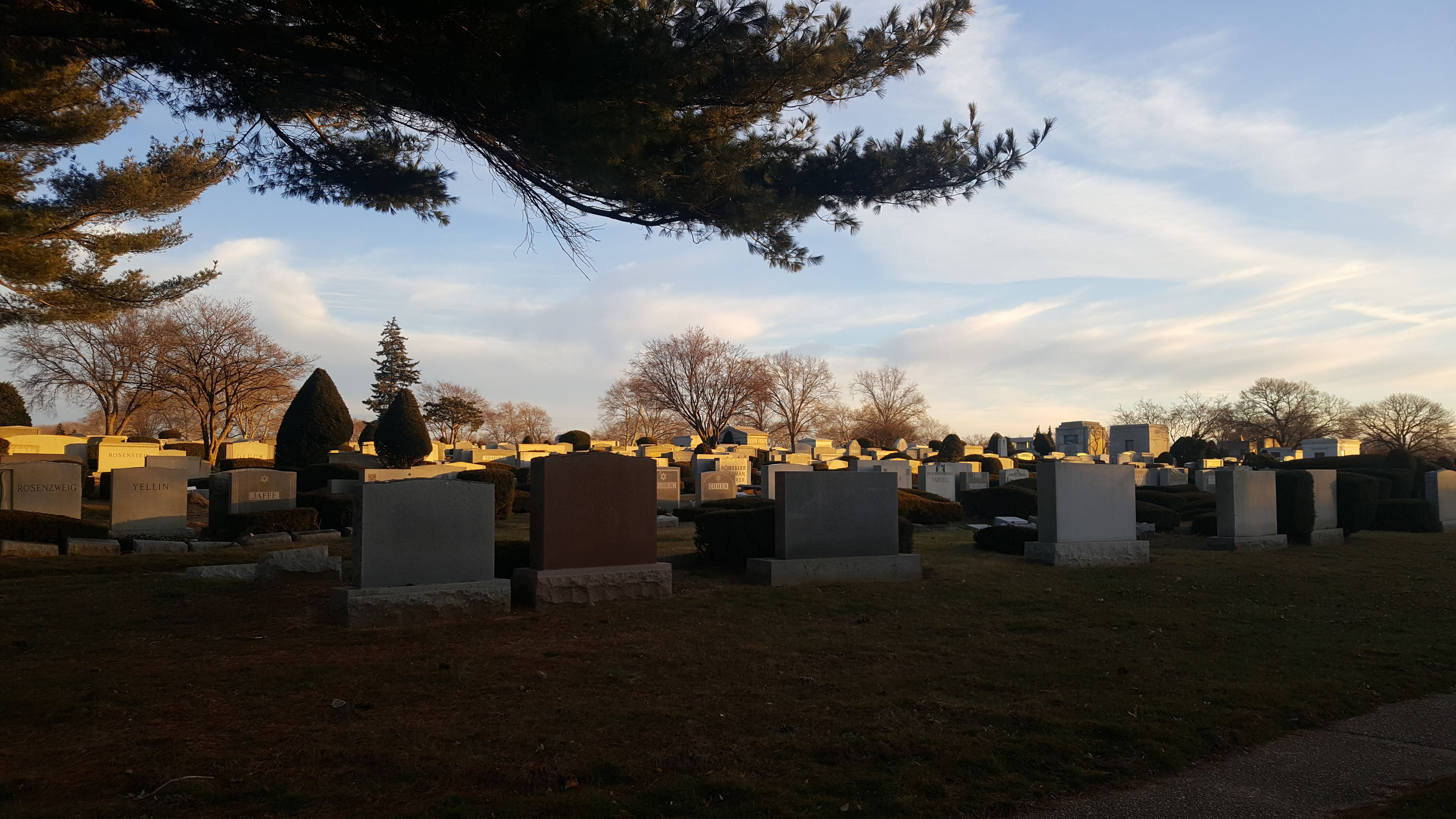

## Відомі особи, поховані на цвинтарі
- Едуард Блох (1872 – 1945) — австрійський лікар, який до 1907 року був сімейним лікарем родини Адольфа Гітлера.
- Джойс Бразерс[en] (1927 – 2013) — американська психологиня, докторка філософії, телеведуча та колумністка[3].
- Ейб Віґода (1921 – 2016) — американський актор кіно, театру та телебачення[4].
- Герман Воук (1915 – 2019) — американський письменник, лауреат Пулітцерівської премії[5].
- Бернард Геррманн (1911 – 1975) — американський композитор.
- Енді Кауфман (1949 – 1984) — американський шоумен та актор[6].
- Сол Каплан[en] (1919 – 1990) — американський композитор.
- Чак Лов[en] (1928 – 2017) — американський актор кіно, театру та телебачення[7].
- Мартін Ландау (1928 – 2017)& — американський актор кіно, театру та телебачення[8].
- Сідні Люмет — американський режисер, продюсер, сценарист, актор.
- Док Помус[en](1925 – 1991) — американський блюзовий співак та музикант.
- Гаррі Штраус[en] (1909 – 1941) — американський мафіозі з Murder Inc..